# Дуран Володимир Іванович
Володимир Іванович Дуран (нар. 1 листопада 1998) — український футболіст, захисник «Ужгорода».

## Життєпис
Вихованець СДЮШОР «Ужгород», у складі якого з 2011 року виступав у ДЮФЛУ. З 2012 по 2013 рік також виступав за ФК «Середнє» в юнацьких змаганнях Закарпатської області.
Дорослу футбольну кар'єру розпочав в обласних змаганнях. У 2016 році виступав за «Середнє» та «Спартакус» (Ужгород). У 2017 році виступав за «Ужгород» у чемпіонаті Закарпатської області, а в сезоні 2018/19 років дебютував в аматорському чемпіонаті України. На професіональному рівні у футболці ужгородського клубу дебютував 3 серпня 2019 року в програному (1:2) домашньому поєдинку 2-го туру групи «А» Другої ліги України проти житомирського «Полісся». Володимир вийшов на поле на 78-ій хвилині, замінивши Станіслава Котьо. Дебютним голом у дорослому футболі відзначився 24 листопада 2019 року на 72-ій хвилині програного (2:3) виїзного поєдинку 22-го туру групи «А» Другої ліги проти «Діназу». Дуран вийшов на поле на 60-ій хвилині, замінивши Артема Корольчука. У Першій лізі України дебютував 24 липня 2020 року в програному (0:6) домашньому поєдинку 1-го туру проти франківського «Прикарпаття». Володимир вийшов на поле на 63-ій хвилині, замінивши Адріана Пуканича.